# Mária Lázár

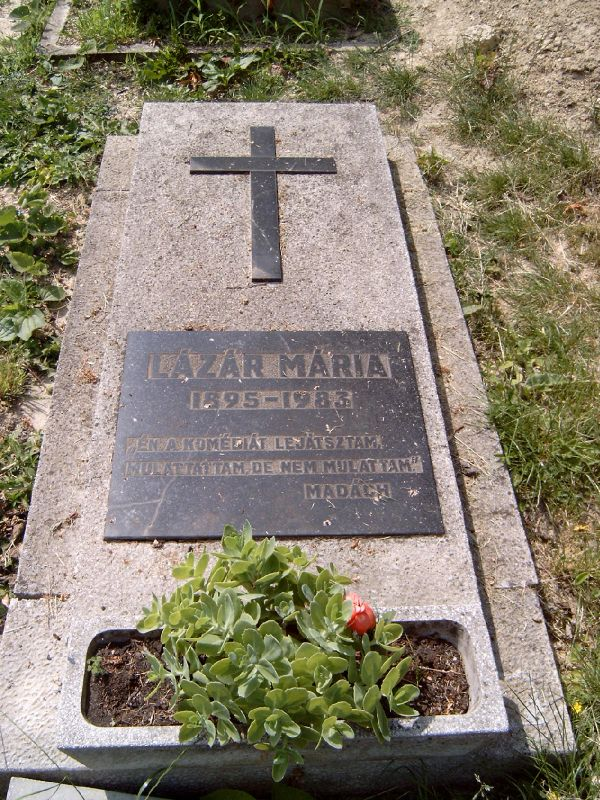
Tumba de Mária Lázár en el Cementerio de Farkasrét en Budapest

Mária Lázár (18 de abril de 1895-1 de octubre de 1983) fue una actriz de cine húngara. Nació como Mária Czartoriszky en Herkulesfürdõ, Imperio austrohúngaro, y murió en Budapest, Hungría. Lázár se casó tres veces: Ihász Lajos színész (1916–1946), Burger Antal, y Kiár András.

## Filmografía
- A Levágott kéz (1920)
- Haus ohne Tür und ohne Fenster (1922)
- Fehér galambok fekete városban (1923)
- I defended a woman (1938)
- Number 111 (1938)
- One Night in Transylvania (1941)
- Magdolna (1942)
- Gerolsteini kaland (1957)
- A Certain Major (1960)
- Az orvos halála (1966)